# Conocephalus obtectus
Conocephalus obtectus är en insektsart som beskrevs av Heinrich Hugo Karny 1907. Conocephalus obtectus ingår i släktet Conocephalus och familjen vårtbitare. Inga underarter finns listade i Catalogue of Life.